# Steven McDonald
Steven Shane McDonald é um músico estadounidense nascido em 24 de maio de 1967, mais conhecido por ser baixista das bandas de rock Redd Kross e OFF!. Participa ainda de outros projetos como The SMG e Green and Yellow TV - ambos são bandas formadas em Los Angeles no início da década de 2000.
Steven trabalhou no filme Desperate Teenage Lovedolls (1984), Lovedolls Superstar e Spirit of '76 (1990), todos com seu irmão Jeff McDonald.
Recentemente. produziu os álbuns Dog Problems da banda The Formate Aim adn Ignite do fun. Steven também já foi membro do Tenacious D, banda de Jack Black e Kyle Gass.
No verão de 2002 ficou tão excitado com o álbum White Blood Cells do White Stripes, que gravou linhas de baixo para duas músicas, o "The New York Times" e o "Entertainement Weekly" noticiaram o fato. Devido a quantidade de pedidos ele gravou baixo para todas as músicas e disponibilizou na internet gratuitamente, chamando o projeto artístico de Redd Blood Cells que alcançou o número de 60 mil downloads em um único dia, causando sobrecarga de tráfego nos servidores.